# Chicago Bound (альбом)
Chicago Bound — збірка пісень американського блюзового гітариста і співака Джиммі Роджерса, випущена в 1970 році лейблом Chess. Вийшла у серії «Chess Vintage Series». 1993 року збірка включена до Зали слави блюзу.

## Про альбом
Ця збірка вийшла у серії «Chess Vintage Series» і включає 14 пісень, записаних Джиммі Роджерсом у першій половині 1950-х років на лейблі Chess. У більшості записів Роджерсу акомпанують гітарист Мадді Вотерс, Біг Волтер Гортон і Літтл Волтер на губній гармоніці, піаніст Отіс Спенн, басист Віллі Діксон і ударник Фред Білоу. Серед пісень найбільші хіти Роджерса «That's Alright», «Walking by Myself», заглавна «Chicago Bound» і «Sloopy Drunk».

## Визнання
1993 року збірка Chicago Bound була включена до Зали слави блюзу в категорії «Класичний блюзовий запис — альбом».

## Список композицій
1. «You're the One» (Джеймс А. Лейн) — 2:38
2. «Money, Marbles and Chalk» (Джеймс А. Лейн) — 2:16
3. «Ludella» (Джеймс А. Лейн) — 2:51
4. «Act Like You Love Me» (Джеймс А. Лейн) — 3:50
5. «Back Door Friend» (Джеймс А. Лейн) — 3:20
6. «Last Time» (Джеймс А. Лейн) — 2:42
7. «I Used to Have a Woman» (Джеймс А. Лейн) — 3:06
8. «Sloopy Drunk» (Джеймс А. Лейн) — 3:00
9. «Blues Leave Me Alone» (Джеймс А. Лейн) — 3:02
10. «Out on the Road» (Джеймс А. Лейн) — 2:51
11. «Goin' Away Baby» (Джеймс А. Лейн) — 2:42
12. «That's Alright» (Джеймс А. Лейн) — 2:45
13. «Chicago Bound» (Джеймс А. Лейн) — 2:40
14. «Walking by Myself» (Джеймс А. Лейн) — 2:48

## Учасники запису
- Джиммі Роджерс — вокал, гітара
- Ернест Коттон (7), Дж. Т. Браун (5) — тенор-саксофон
- Літтл Волтер (2—13), Волтер Гортон (1, 14) — губна гармоніка
- Мадді Вотерс — гітара (2, 4, 10, 11, 13)
- Едді Вейр (2, 5, 7), Генрі Грей (6, 9, 10, 13), Отіс Спенн (1, 8, 14) — фортепіано
- Біг Кроуфорд (3, 7, 11—13), Віллі Діксон (1, 2, 4—6, 8—10, 14) — контрабас
- Елджин Еванс (2, 4, 5, 7, 10), Фред Білоу (1, 3, 6, 7, 8, 9, 11—14) — ударні

Технічний персонал
- Т. Т. Свон — продюсер
- Малкольм Чісголм — інженер
- Джордж Едін — фотографія (фронт)
- Кеті Свон — дизайн